# Kasteel van Awans
Het kasteel van Awans is een kasteel te Awans in de Belgische provincie Luik. Het kasteel is gelegen aan Rue du Château 1.
Hier stond voorheen een oude boerderij, doch in de 2e helft van de 19e eeuw werd hier een kasteel gebouwd door Charles del Marmol, welke burgemeester van Awans was van 1861-1896.
Door een 18e-eeuws poortgebouw, in baksteen en kalksteen uitgevoerd, kan men het kasteelterrein betreden. Op de binnenplaats vindt men rechts een vleugel uit de 2e helft van de 19e eeuw, in eclectische stijl. De andere vleugels werden sterk gewijzigd. Tegenover de ingangspoort bevindt zich een gevelsteen met opschrift: SAMSON 1707. Het kasteel ligt in een 13 hectare groot park, aangelegd in de 19e eeuw en in 1972 als waardevolle site beschermd.
Tijdens de Tweede Wereldoorlog werd het gebouw gebruikt door de geallieerden als communicatiecentrum. Na de oorlog was er een medisch centrum voor mijnwerkers gevestigd en vanaf 1985 een rust- en verzorgingshuis.

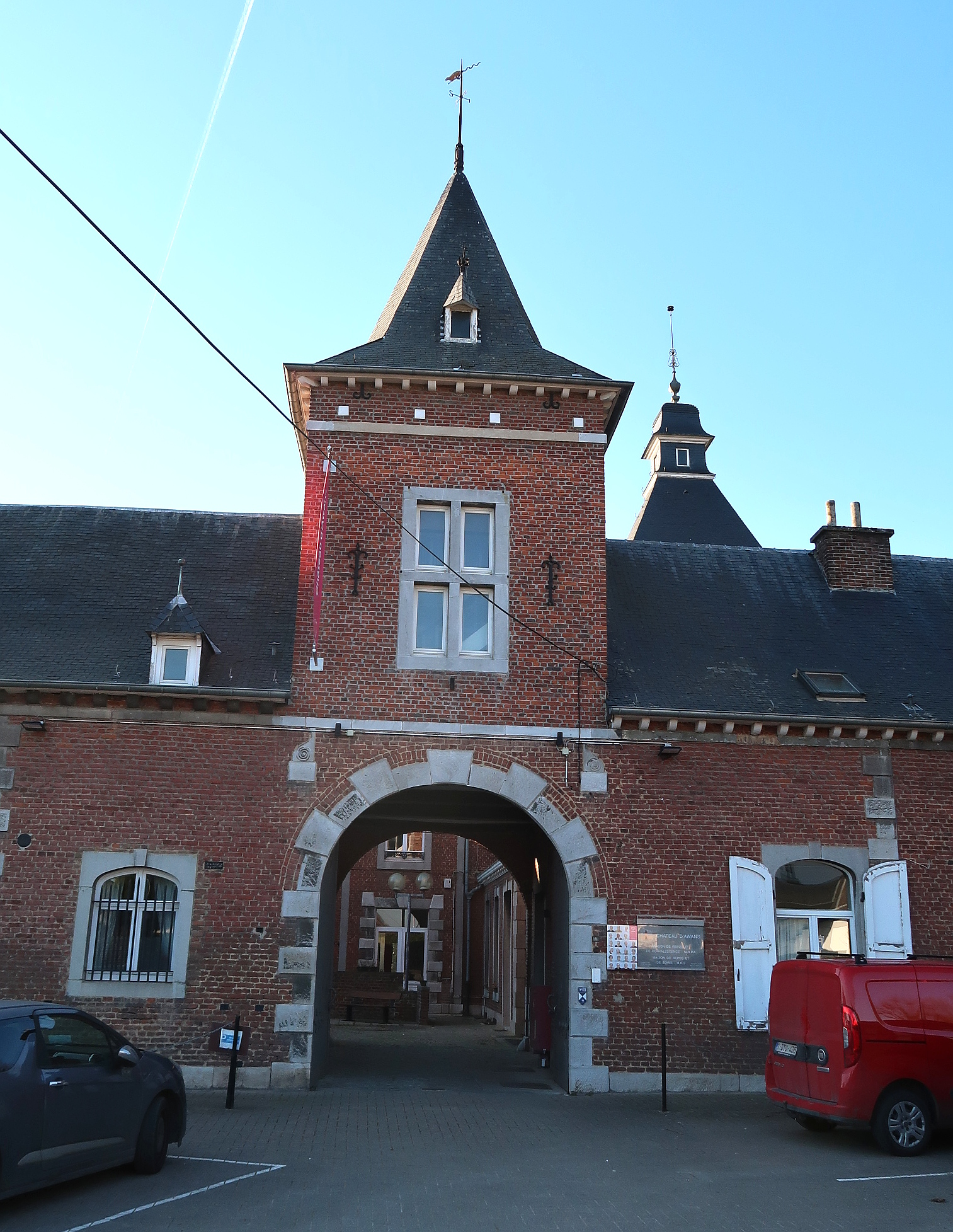
Poortgebouw
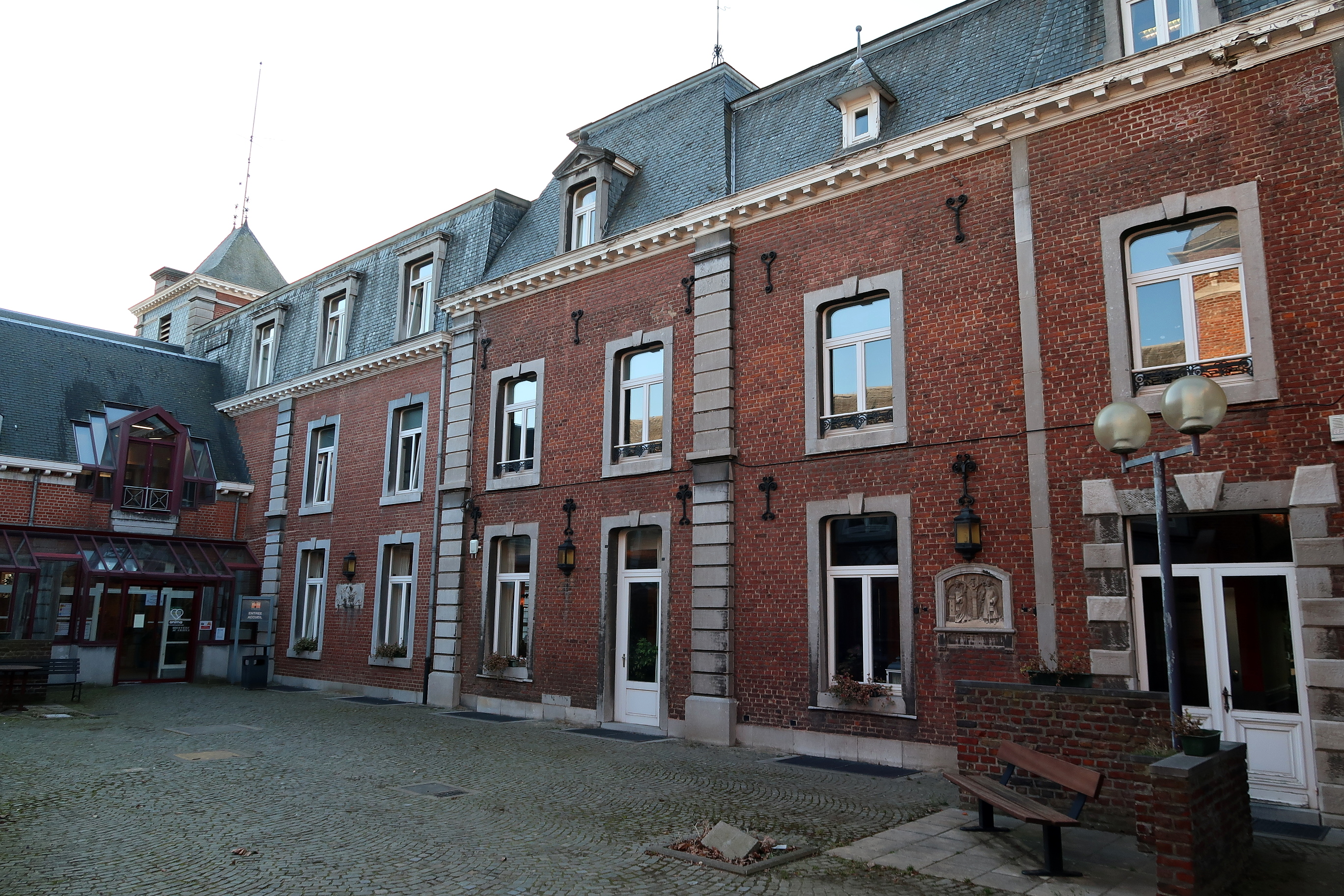
Binnenkoer